# Jieshan, Fujian
Jieshan (kinesiska: 界山) är en köping i sydöstra Kina. Den ligger i stadsdistriktet Quangang i staden Quanzhou i provinsen Fujian, omkring 110 kilometer sydväst om provinshuvudstaden Fuzhou. Antalet invånare är 40 403. Befolkningen består av 20 689 kvinnor och 19 714 män. Barn under 15 år utgör 17,0 %, vuxna 15-64 år 73 %, och äldre över 65 år 9,0 %.